# Ludwig Nachreiner
Ludwig Nachreiner (* 2. März 1884 in München; † 10. Dezember 1947 in Krumbach (Schwaben)) war ein deutscher Verwaltungsjurist und Landrat.

## Leben
Ludwig Nachreiner absolvierte in den Jahren von 1904 bis 1908 ein Studium der Rechtswissenschaften an der Ludwig-Maximilians-Universität München, machte die erste juristische Staatsprüfung und leistete, bevor er 1911 das Große juristische Staatsexamen ablegte, den dreijährigen Vorbereitungsdienst (Referendariat). Nach einer dreijährigen Tätigkeit bei einem Rechtsanwalt leistete er als juristischer Hilfsarbeiter beim Kriegsgericht in Bayreuth seinen Kriegsdienst. Nach einer Beschäftigung beim Kreisfürsorgeverband der Regierung von Oberbayern wurde Nachreiner dort Akzessist. Zum 1. November 1918 wurde er Assessor beim Bezirksamt Neustadt an der Waldnaab. Im Jahr darauf wechselte er zum Staatsministerium für soziale Fürsorge, wo er die Landesstelle für Kriegsbeschädigte und Kriegshinterbliebenenfürsorge betreute und zum Regierungsrat ernannt wurde. 
Am 1. Januar 1933 erhielt er die Ernennung zum Bezirksamtsvorstand (ab 1939 Landrat) des Bezirksamtes Krumbach (ab 1939 Landkreis Krumbach). Dieses Amt bekleidete er bis zum 28. April 1945, als er verhaftet und bis zum 30. April 1946 interniert wurde. Nachreiner war zum 1. Mai 1937 in die NSDAP eingetreten (Mitgliedsnummer 4.135.110). Im Mai 1947 stufte ihn die Spruchkammer Krumbach im Entnazifizierungsverfahren in die Gruppe II Belasteter ein. Gegen diese Feststellung wurde ein Berufungsverfahren durchgeführt, das nach seinem Tod eingestellt wurde. Seine Witwe betrieb das Verfahren weiter und erreichte eine Einstufung als Entlasteter. Damit war der Weg für eine volle Zahlung der Hinterbliebenenversorgung frei.